# Dirk Nowitzki
Dirk Werner Nowitzki (ur. 19 czerwca 1978 w Würzburgu) – niemiecki koszykarz występujący na pozycji silnego skrzydłowego. Mistrz NBA oraz MVP finałów z 2011 roku. W sezonie 2006/2007 uznany za najwartościowszego gracza w lidze NBA.

## Kariera
We wrześniu 1994 rozpoczął karierę koszykarską w drugoligowym DJK Würzburg. Po 4 latach gry wprowadził zespół do ekstraklasy, w której ze średnią 21,4 punktu na mecz został królem strzelców. 
W drafcie 1998  został wybrany z numerem 9. przez Milwaukee Bucks, ale w wyniku wymiany trafił do Dallas Mavericks. W NBA debiutował 5 lutego 1999 w spotkaniu przeciwko Seattle SuperSonics. W sezonie 1999/2000 zajął drugie miejsce w głosowaniu na największy postęp sezonu NBA.
Z roku na rok grał coraz lepiej i w roku 2006 zajął 3. pozycję w głosowaniu na MVP sezonu. Doprowadził Mavs do finału NBA, w którym grali po raz pierwszy w historii. Pierwsze 2 mecze wygrali Mavs, ale przegrali 4 następne i to Miami Heat cieszyło się z mistrzostwa NBA. W sezonie 2006-2007 drużyna Dallas Mavericks prowadziła w ligowej tabeli z bardzo dobrym bilansem- gdy po słabym początku sezonu i 4 przegranych spotkaniach z rzędu pobili rekord NBA w 55 spotkaniach wygrywając aż 50, a w sumie w sezonie zasadniczym zwyciężając 67 razy. Drużyna była jednym z faworytów do tytułu, jednakże nieoczekiwanie została wyeliminowana przez Golden State Warriors już w pierwszej rundzie play off. Mimo tego sezon 2006-2007 okazał się dla Dirka najlepszym w jego karierze. Został doceniony w tradycyjnym głosowaniu przedstawicieli mediów tytułem MVP sezonu, stając się tym samym pierwszym zawodnikiem z Europy w historii przyznawanego od 52 lat wyróżnienia. Sześciokrotny z rzędu uczestnik Meczu Gwiazd, zdobywał w sezonie 2006-2007 średnio 24,6 punktów w meczu, 8,9 zbiórek oraz 3,4 asyst. Miał 50 procent skuteczności z gry (w tym 41 procent w rzutach za trzy punkty) i 90 procent rzutów wolnych - żaden inny koszykarz NBA nie osiągnął w tym sezonie takiej skuteczności rzutów. 24 marca 2015, jako pierwszy zawodnik w historii NBA, osiągnął granicę 25 tysięcy zdobytych punktów, 10 tysięcy zbiórek, 1000 bloków oraz 1000 trafionych rzutów za 3 punkty.

## Charakterystyka
Był wszechstronnym graczem, który grał głównie na pozycji silnego skrzydłowego, lecz również jako center i niski skrzydłowy. Jest uważany za jednego z najlepiej rzucających graczy w historii NBA, który trafiał 88% rzutów wolnych, 50% rzutów z pola i prawie 40% za 3 punkty, był również zwycięzcą zawodów 2006 NBA All-Star Three-Point Shootout (konkurs rzutów za 3 punkty). W 2006-2007 został piątym członkiem klubu NBA 50-40-90 Club dla graczy, którzy trafiali 50% lub więcej rzutów z pola, 40% lub więcej za 3 punkty, i 90% lub więcej z rzutów wolnych w jednym sezonie, równocześnie osiągając NBA league minimum w każdej z kategorii.
W trakcie swej kariery wykazywał większą skuteczność wraz ze wzrostem znaczenia meczów. W sezonie zasadniczym osiągał średnio 23 punkty i 8 zbiórek. W playoffach natomiast jego średnia wynosiła 25,6 punktów, 10,9 zbiórek. W meczach o największym znaczeniu, takich jak eliminacje do playoffów zdobywał średnio 28,4 punktów, 12,2 zbiórek. Rozegrał 13 meczów eliminacyjnych, w których uzyskał 30 lub więcej punktów. W najlepszej 100 występów w eliminacjach w ostatnich 20 latach, nazwisko Nowitzkiego można zobaczyć 8 razy, więcej niż jakiegokolwiek gracza NBA w jego epoce.
Był 17. graczem NBA w historii i pierwszym Europejczykiem, który zdobył 25 000 punktów. W Dallas Mavericks był liderem w zdobytych punktach, zbiórkach, punktach z pola, próbach zdobycia punktów z pola, rzutach za 3 punkty, próbach rzutów za 3 punkty, rzutach wolnych i próbach rzutów wolnych. Dziesięć razy był wybierany do drużyny NBA All-Star i jedenaście razy do All-NBA Teams. Został ogłoszony NBA MVP sezonu 2006-2007, będąc pierwszym Europejczykiem, który doznał tego zaszczytu. Był również ogłoszony europejskim koszykarzem roku 5 razy z rzędu, przez La Gazzetta dello Sport, jak również był najlepiej punktującym zawodnikiem i MVP Mistrzostw Świata FIBA w 2002, i Eurobasketu 2005.
W 2002 wystąpił w filmie Magiczne buty.

## Osiągnięcia

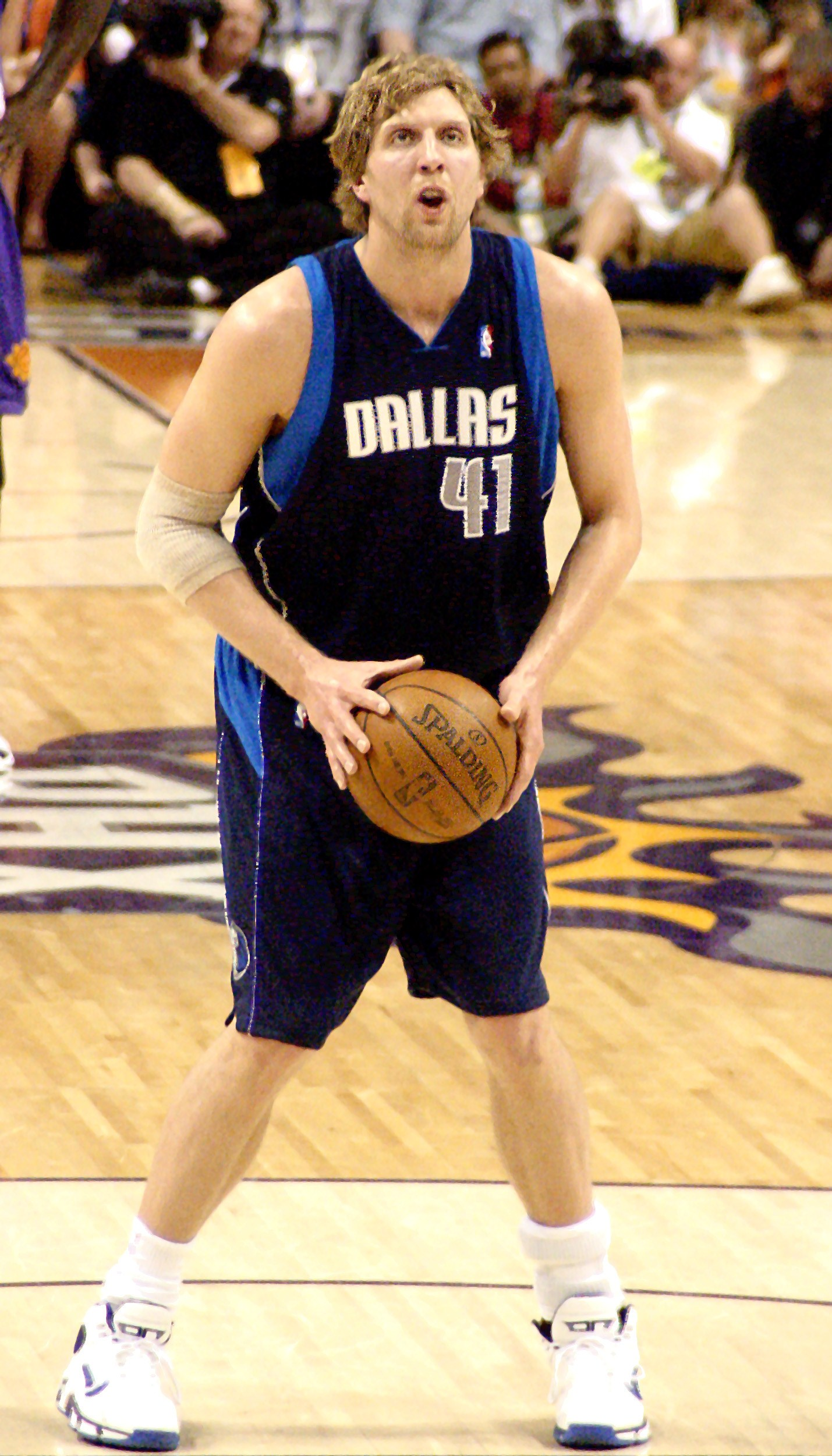
Nowitzki na linii rzutów wolnych podczas spotkania z Phoenix Suns (kwiecień 2008).

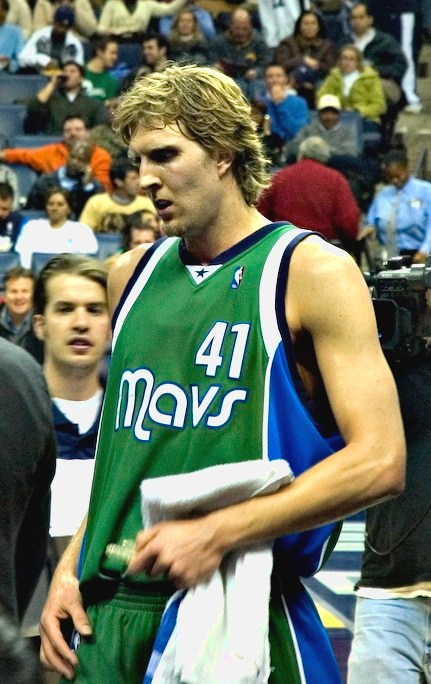
Nowitzki w zielonym stroju Mavs.

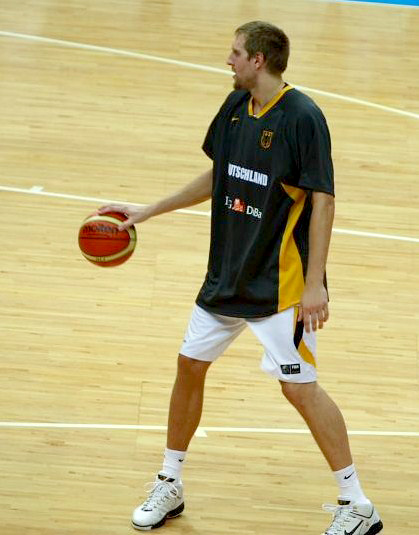
Nowitzki w barwach kadry Niemiec (sierpień 2006).

Stan na 18 lutego 2019, na podstawie, o ile nie zaznaczono inaczej.

### NBA
- Mistrz NBA (2011)[7]
- Wicemistrz NBA (2006)[7]
- MVP:
  - sezonu NBA (2007)[8]
  - finałów NBA (2011)[7]
- 14-krotny uczestnik meczu gwiazd NBA (2002–2012, 2014, 2015[a], 2019[10])
- Laureat nagrody Twyman–Stokes Teammate Award (2017)
- Wybrany do:
  - I składu NBA (2005–2007, 2009)
  - II składu NBA (2002–2003, 2008, 2010–2011)
  - III składu NBA (2001, 2004, 2012)
  - składu najlepszych zawodników w historii NBA, wybranego z okazji obchodów 75-lecia istnienia ligi (2021)[11]
- Zwycięzca konkursu:
  - rzutów za trzy punkty podczas NBA All-Star Weekend w Houston (2006)
  - Shooting Stars podczas NBA All-Star Weekend w Dallas (2010)
- Uczestnik:
  - Rising Stars Challenge (2000)
  - konkursu rzutów za 3 punkty (2000, 2001, 2006, 2007, 2008, 2019)[12]
- Lider:
  - play-off w:
    - średniej zdobytych punktów (2004)[13]
    - liczbie celnych rzutów wolnych (2006, 2011)[14]
    - skuteczności rzutów za 3 punkty (2002)[15]

  - wszech czasów klubu Mavericks w ilości zdobytych punktów
  - rankingu obcokrajowców z największą liczbą punktów w NBA
- 6–krotny zawodnik miesiąca konferencji zachodniej NBA (listopad 2002, grudzień 2005, 2006, luty 2005, 2007, kwiecień 2009)[16]

### Kadra
Drużynowe
- Brązowy medalista mistrzostw świata (2002)
- Wicemistrz:
  - Europy (2005)
  - Kontynentalnego Pucharu Stankovicia (2006)
- Uczestnik:
  - igrzysk olimpijskich (2008 – 10. miejsce)
  - mistrzostw:
    - świata (2002, 2006 – 8. miejsce)
    - Europy (1999 – 7. miejsce, 2001 – 4. miejsce, 2003 – 9. miejsce, 2005, 2007 – 5. miejsce, 2011 – 9. miejsce)

  - kwalifikacji do:
    - igrzysk olimpijskich (2008 – 2. miejsce)
    - Eurobasketu (1997, 1999, 2005)

Indywidualne
- MVP mistrzostw:
  - świata (2002)
  - Europy (2005)
- Zaliczony do składu najlepszych zawodników:
  - mistrzostw świata (2002)
  - Eurobasketu (2001, 2005, 2007)
- Lider:
  - strzelców:
    - mistrzostw świata (2002)[17]
    - Eurobasketu (2001, 2005, 2007)

  - w skuteczności rzutów wolnych:
    - igrzysk olimpijskich  (2008 – 95,8%)[18]
    - mistrzostw świata (2002 – 92,1%)[19]
    - Eurobasketu (2011 – 93,3%)[20]

### Inne
- MVP ligi niemieckiej (1999)
- Laureat nagród:
  - Zawodnik roku:
    - Euroscar (2002–2006, 2011)[21]
    - Mr Europa (2005)[22]
    - FIBA Europa (2005, 2011)
    - All-Europeans (2005–2008, 2011)

  - Silbernes Lorbeerblatt (2011)[23]
  - German Sports Personality of the Year (2011)
  - Naismith Legacy Award (2012)
  - Magic Johnson Award (2014)
- Lider strzelców ligi niemieckiej (1999)
- Uczestnik meczu wschodzących gwiazd - Nike Hoop Summit (1998)[24]
- Verdienstkreuz am Bande Orderu Zasługi RFN (2019)[25][26]

## Statystyki w NBA
Na podstawie Basketball-Reference.com (ang.)

### Sezon regularny
| Sezon   | Drużyna | M    | S5   | MPG  | FG%   | 3P%   | FT%   | RPG | APG | SPG | BPG | PPG  |
| ------- | ------- | ---- | ---- | ---- | ----- | ----- | ----- | --- | --- | --- | --- | ---- |
| 1998/99 | Dallas  | 47   | 24   | 20,4 | 40,5% | 20,6% | 77,3% | 3,4 | 1,0 | 0,6 | 0,6 | 8,2  |
| 1999/00 | Dallas  | 82   | 81   | 35,8 | 46,1% | 37,9% | 83,0% | 6,5 | 2,5 | 0,8 | 0,8 | 17,5 |
| 2000/01 | Dallas  | 82   | 82   | 38,1 | 47,4% | 38,7% | 83,8% | 9,2 | 2,1 | 1,0 | 1,2 | 21,8 |
| 2001/02 | Dallas  | 76   | 76   | 38,0 | 47,7% | 39,7% | 85,3% | 9,9 | 2,4 | 1,1 | 1,0 | 23,4 |
| 2002/03 | Dallas  | 80   | 80   | 39,0 | 46,3% | 37,9% | 88,1% | 9,9 | 3,0 | 1,4 | 1,0 | 25,1 |
| 2003/04 | Dallas  | 77   | 77   | 37,9 | 46,2% | 34,1% | 87,7% | 8,7 | 2,7 | 1,2 | 1,4 | 21,8 |
| 2004/05 | Dallas  | 78   | 78   | 38,7 | 45,9% | 39,9% | 86,9% | 9,7 | 3,1 | 1,2 | 1,5 | 26,1 |
| 2005/06 | Dallas  | 81   | 81   | 38,1 | 48,0% | 40,6% | 90,1% | 9,0 | 2,8 | 0,7 | 1,0 | 26,6 |
| 2006/07 | Dallas  | 78   | 78   | 36,2 | 50,2% | 41,6% | 90,4% | 8,9 | 3,4 | 0,7 | 0,8 | 24,6 |
| 2007/08 | Dallas  | 77   | 77   | 36,0 | 47,9% | 35,9% | 87,9% | 8,6 | 3,5 | 0,7 | 0,9 | 23,6 |
| 2008/09 | Dallas  | 81   | 81   | 37,7 | 47,9% | 35,9% | 89,0% | 8,4 | 2,4 | 0,8 | 0,8 | 25,9 |
| 2009/10 | Dallas  | 81   | 80   | 37,5 | 48,1% | 42,1% | 91,5% | 7,7 | 2,7 | 0,9 | 1,0 | 25,0 |
| 2010/11 | Dallas  | 73   | 73   | 34,3 | 51,7% | 39,3% | 89,2% | 7,0 | 2,6 | 0,5 | 0,6 | 23,0 |
| 2011/12 | Dallas  | 62   | 62   | 33,5 | 45,7% | 36,8% | 89,6% | 6,7 | 2,2 | 0,7 | 0,5 | 21,6 |
| 2012/13 | Dallas  | 53   | 47   | 31,3 | 47,1% | 41,4% | 86,0% | 6,8 | 2,5 | 0,7 | 0,7 | 17,3 |
| 2013/14 | Dallas  | 80   | 80   | 32,9 | 49,7% | 39,8% | 89,9% | 6,2 | 2,7 | 0,9 | 0,6 | 21,7 |
| 2014/15 | Dallas  | 77   | 77   | 29,6 | 45,9% | 38,0% | 88,2% | 5,9 | 1,9 | 0,5 | 0,4 | 17,3 |
| 2015/16 | Dallas  | 75   | 75   | 31,5 | 44,8% | 36,8% | 89,3% | 6,5 | 1,8 | 0,7 | 0,7 | 18,3 |
| 2016/17 | Dallas  | 54   | 54   | 26,4 | 43,7% | 37,8% | 87,5% | 6,5 | 1,5 | 0,6 | 0,7 | 14,2 |
| 2017/18 | Dallas  | 77   | 77   | 24,7 | 45,6% | 40,9% | 89,8% | 5,7 | 1,6 | 0,6 | 0,6 | 12,0 |
| 2018/19 | Dallas  | 51   | 20   | 15,6 | 35,9% | 31,2% | 78,0% | 3,1 | 0,7 | 0,2 | 0,4 | 7,3  |
| Razem   |         | 1522 | 1460 | 33,8 | 47,1% | 38,0% | 87,9% | 7,5 | 2,4 | 0,8 | 0,8 | 20,7 |

### Play-offy
| Sezon | Drużyna | M   | S5  | MPG  | FG%   | 3P%   | FT%   | RPG  | APG | SPG | BPG | PPG  |
| ----- | ------- | --- | --- | ---- | ----- | ----- | ----- | ---- | --- | --- | --- | ---- |
| 2001  | Dallas  | 10  | 10  | 39,9 | 42,3% | 28,3% | 88,3% | 8,1  | 1,4 | 1,1 | 0,8 | 23,4 |
| 2002  | Dallas  | 8   | 8   | 44,6 | 44,5% | 57,1% | 87,8% | 13,1 | 2,3 | 2,0 | 0,8 | 28,4 |
| 2003  | Dallas  | 17  | 17  | 42,5 | 47,9% | 44,3% | 91,2% | 11,5 | 2,2 | 1,2 | 0,9 | 25,3 |
| 2004  | Dallas  | 5   | 5   | 42,4 | 45,0% | 46,7% | 85,7% | 11,8 | 1,4 | 1,4 | 2,6 | 26,6 |
| 2005  | Dallas  | 13  | 13  | 42,4 | 40,2% | 33,3% | 82,9% | 10,1 | 3,3 | 1,4 | 1,6 | 23,7 |
| 2006  | Dallas  | 23  | 23  | 42,7 | 46,8% | 34,3% | 89,5% | 11,7 | 2,9 | 1,1 | 0,6 | 27,0 |
| 2007  | Dallas  | 6   | 6   | 39,8 | 38,3% | 21,1% | 84,0% | 11,3 | 2,3 | 1,8 | 1,3 | 19,7 |
| 2008  | Dallas  | 5   | 5   | 42,2 | 47,3% | 33,3% | 80,8% | 12,0 | 4,0 | 0,2 | 1,4 | 26,8 |
| 2009  | Dallas  | 10  | 10  | 39,4 | 51,8% | 28,6% | 92,5% | 10,1 | 3,1 | 0,9 | 0,8 | 26,8 |
| 2010  | Dallas  | 6   | 6   | 38,8 | 54,7% | 57,1% | 95,2% | 8,2  | 3,0 | 0,8 | 0,7 | 26,7 |
| 2011  | Dallas  | 21  | 21  | 39,3 | 48,5% | 46,0% | 94,1% | 8,1  | 2,5 | 0,6 | 0,6 | 27,7 |
| 2012  | Dallas  | 4   | 4   | 38,5 | 44,2% | 16,7% | 90,5% | 6,3  | 1,8 | 0,8 | 0,0 | 26,8 |
| 2014  | Dallas  | 7   | 7   | 37,6 | 42,9% | 8,3%  | 80,6% | 8,0  | 1,6 | 0,9 | 0,9 | 19,1 |
| 2015  | Dallas  | 5   | 5   | 36,2 | 45,2% | 23,5% | 92,9% | 10,4 | 2,4 | 0,4 | 0,4 | 21,2 |
| 2016  | Dallas  | 5   | 5   | 34,0 | 49,4% | 36,4% | 94,1% | 5,0  | 1,6 | 0,4 | 0,6 | 20,4 |
| Razem |         | 145 | 145 | 40,7 | 46,2% | 36,5% | 89,2% | 10,0 | 2,5 | 1,0 | 0,9 | 25,3 |

## Rekordy życiowe
- Punkty 53
- Zbiórki 23
- Asysty 10
- Przechwyty 9
- Bloki 7
- Minuty 53
- Rekord NBA Play Off celnych rzutów osobistych 24-24